# Chelonus ashmeadii
Chelonus ashmeadii är en stekelart som beskrevs av Dalla Torre 1898. Chelonus ashmeadii ingår i släktet Chelonus och familjen bracksteklar. Inga underarter finns listade i Catalogue of Life.